# Exupère Joseph Bertin
Pour les articles homonymes, voir Bertin.
Ne doit pas être confondu avec René-Joseph Bertin.
Exupère Joseph Bertin est un anatomiste et médecin français, membre de l'Académie royale des sciences, né à Tremblay le 21 septembre 1712 et mort à Gahard le 25 février 1781. Deux termes médicaux ont reçu son nom : les « colonnes de Bertin » et les « cornets de Bertin ».

## Biographie

### Jeunesse
Exupère Joseph Bertin naît à Tremblay (Ille-et-Vilaine) le 25 juin 1712, fils de René Bertin, médecin, et de Gillette Piette sa seconde femme. Il est leur septième enfant. Il devient orphelin de père à l’âge de trois ans. Celui-ci avait créé chez lui une espèce de collège, enseignant sciences, langues anciennes et modernes. Dès ses neuf ans, Exupère enseigne aux enfants le catéchisme et le latin. Il fait sa philosophie à Rennes ainsi que la géométrie et la physique. Il décide de faire ensuite des études de médecine, mais, sa famille manquant d’argent, il doit retourner un an à Tremblay. Il en profite pour étudier l’anatomie avec le livre de Philip Verheyen.
Parti faire sa médecine à Paris, il loge avec des étudiants bruyants et leur offre de leur faire répéter leurs leçons en échange de sa tranquillité. Il est reçu docteur en 1737 à Reims, puis entre en licence à la faculté de Paris et y est reçu en 1741. On le pressent déjà comme un futur homme célèbre. En raison de sa mémoire hors du commun, on lui confie, alors qu'il était simple bachelier, le soin de présider aux examens des autres bacheliers.
Fin 1741, il part occuper la place de premier médecin du voïvode de Moldavie pour quelques années, puis rentre en France en 1744 après un voyage tourmenté.

### Maturité
Bertin est nommé correspondant de François-Joseph Hunauld à l'Académie royale des sciences, le 6 décembre 1741. Il devient associé anatomiste sans passer par le grade d’adjoint le 12 mai 1744 et est nommé associé vétéran le 14 février 1748. 
Il est connu par ses travaux sur les nerfs du cœur et sur les veines épigastriques et mammaires réalisés alors qu’il n’avait que 25 ans. Son premier mémoire porte sur les reins. En 1746, il fait un mémoire sur l’estomac du cheval. Son voyage altère sa santé et il interrompt ses travaux pendant trois ans, atteint de délires, léthargie, mélancolie et faiblesse. En 1750, il semble guéri et en 1754, écrit à Gahard un traité d’ostéologie publié la même année. En 1766, il fait un mémoire sur la comparaison des glandes lacrymales chez l’homme et les animaux.
Cette même année, âgé de 54 ans, il se marie à Romazy (sur la route de Rennes au Mont-Saint-Michel) le 6 février avec Anne Chauvin, demoiselle des Orières âgée de 25 ans, fille d’un avocat au parlement. Ils s’installent à Gahard (près de Rennes) où naissent quatre enfants : en 1767, René Joseph Hyacinthe (futur médecin anatomiste, vénérologue, cardiologue des hôpitaux de Paris), en 1768 Jean Baptiste, en 1769 Marie Jeanne, en 1770 Exupère Agathe.
Sa femme meurt en 1773. Il la suit le 21 février 1781, à l’âge de 68 ans, à la suite d’une fluxion de poitrine. Il ne laisse à ses enfants qu’un faible patrimoine.
L'anatomiste et cardiologue René-Joseph Bertin a atteint la célébrité.

## Travaux
Exupère Joseph Bertin, régent de l'Académie de médecine de Paris et premier médecin de l'armée, est connu pour ses recherches sur le système rénal. On lui doit le terme « colonne de Bertin ». Ces colonnes rénales sont des cavités de la matrice du rein qui servent de support au cortex rénal. Elles sont composées de vaisseaux sanguins et de tubules urinaires situés le long d'un tissu cortical fibreux.
« Bertin élabore un vaste traité dans lequel il analyse successivement et minutieusement la totalité des os connus du corps humain. Il réalise, grâce à une méthode rigoureuse et un style limpide et didactique, une synthèse pédagogique utile à tous les praticiens de son temps. Il fait aussi part de ses découvertes, puisque, premier à le faire, il décrit les cornets sphénoïdaux. Ces petits os du nez portent encore aujourd'hui son nom : les cornets de Bertin ».

## Publications
- Seul (liste partielle) :
  - Lettre à M. D*** sur le nouveau système de la voix, 1745
  - Lettres sur le nouveau système de la voix et sur les artères lymphatiques, 1748
  - « Mémoire sur les conséquences relatives à la pratique déduites de la structure os pariétaux », dans le Journal de médecine, 1756[4]
  - Consultation sur la légitimité des naissances prétendues tardives, 1765[5], 19 p.
- En collaboration :
  - avec François David Hérissant, Traité d'ostéologie, Académie Royale des sciences, 1754 : t. 1 ; t. 2 ; t. 3 ; t. 4.
- Listes de publications en ligne :
  - sur Gallica.

## Compléments